# Лимбу, Рамбахадур
Рамбахадур Лимбу (англ. Rambahadur Limbu, непальск. रामबहादुर लिम्बूले; 8 июля 1939, Чиангтхапу, Лимбуван, Непал — 22 апреля 2023, Лалитпур, Багмати-Прадеш, Непал) — непальский гуркх, британский военнослужащий, капитан Британской армии. Кавалер креста Виктории.
Родился в 1939 году в Непале. В 15 лет записался на военную службу, но дезертировал. В 17 лет предпринял вторую попытку вступить в Британскую армию, и в 1957 году был зачислен в ряды 10-го гуркхского стрелкового полка. Служил в Малайе и Сингапуре, а также в Сараваке, где его полк был задействован в разрешении индонезийской-малайзийской конфронтации. 21 ноября 1965 года отличился в бою у Бау, целью которого было подавление активности гарнизона индонезийских войск, сооружённого на холме на территории Саравака у межгосударственной границы. В звании младшего капрала попытался спасти двух подчинённых и вынес их из-под пулемётного огня, однако, как оказалось, они были уже мертвы. В ходе завязавшейся перестрелки лично в ближнем бою убил четырёх вражеских солдат, тогда как гуркхи заняли холм и вытеснили индонезийцев. За эти действия в 1966 году был удостоен креста Виктории. В том же году овдовел после рождения второго сына. В 1967 году женился во второй раз и имел ещё троих сыновей. После награждения продолжил службу. В 1977 году получил звание лейтенанта, а в 1981 году был повышен до капитана. Состоял при Букингемском дворце в отряде по проведению инвеститур и в 1985 году был возведён в звание члена Королевского Викторианского ордена. В 1985 году вышел в отставку. Проживал в Непале и активно занимался общественной деятельностью. Скончался в 2023 году в возрасте 83 лет.

## Биография

### Молодые годы и начало военной службы
Рамбахадур Лимбу родился 8 июля 1939 года в деревне Чиангтхапу области Лимбуван, Непал. По происхождению принадлежит к клану бегха народа лимбу. Отец — Тикбур Лимбу, джемадар 10-го гуркхского стрелкового полка Британской Индийской армии, участник Второй мировой войны, кавалер Военного креста (1945) «за доблестную и выдающуюся службу в Бирме». Он рассказывал своим детям о войне, о подвигах гуркхов. Когда Рамбахадуру было 8 лет, его отец скончался вслед за матерью, дожив до 65 лет, что для Непала того времени было редкостью. Через год-два от туберкулёза умерли два его брата и две сестры, в результате чего от семьи из десяти человек остались только Лимбу и трое его братьев. Ответственность за ведение домашнего хозяйства на семейной ферме, работы в поле, выпас овец и крупного рогатого скота, легли на старшего брата, которому помогал Рамбахадур, так как самый младший брат был ещё слишком мал.
В 15 лет Рамбахадур вместе с двумя другими мальчиками, в том числе своим кузеном, сбежал из деревни и за пять дней пешком дошёл до местечка Пашпати на индийской границе. Там он записался на военную службу, думая, что сразу получит оружие и униформу, а затем отправится на войну в Малайю, однако их заставили тренироваться и кормили только два раза в день одной кукурузной кашей. Быстро разочаровавшись в этих порядках, Лимбу дезертировал вместе с одним из друзей, так и не дождавшись окончания обучения. Несколько недель они слонялись по округе и попрошайничали, пока не нашли приют в семье, принадлежащей к низшей касте дамаи, а затем вернулись обратно в деревню. Два последующих года Рамбахадур занимался выпасом скота, размышляя о своей жизни и укоряя себя за побег из армии.
Наконец, в 17 лет с разрешения старшего брата Лимбу отправился в Дарджилинг, а оттуда в Сикким, где начал работать на лесозаготовках и влюбился в девушку из богатой семьи. Не сумев скопить денег на женитьбу и отказавшись от предложения девушки жить за её счёт, Лимбу уехал домой, где по совету старшего брата принял решение вернуться в Сикким, жениться и приехать с женой жить в деревню. Тем временем их младший брат решил вступить в армию, и Рамбахадур отправился вместе с ним за компанию, напившись ракси по дороге, в результате чего вербовщик, которому не хватало одного человека до 22-х положенных для набора из района Джалапахар, спьяну записал его в новобранцы. Забыв о девушке, Лимбу вместе с другими новобранцами отплыл на военном корабле из Калькутты на военную базу в Сунгай-Петани, Пинанг, Малайя. 11 ноября 1957 года, после прохождения девятимесячного обучения, Лимбу в возрасте 19 лет был зачислен на службу во 2-й батальон 10-го гуркхского стрелкового полка. Он был довольно маленького роста — всего 5 футов (1,5 метра), не считая обуви.

### Служба в Малайе
В октябре 1958 года батальон Лимбу был отправлен в казармы Маджади в Джохор-Бару, где ввиду окончания чрезвычайного положения в Малайе так и не смог принять участия в активных боевых действиях. В 1961 году он взял отпуск и отправился домой, где женился на Тикамайе Лимбини — девушке из своей же деревни. Вернувшись в батальон, базировавшийся на Блаканг-Мати в Сингапуре, несколько месяцев спустя он получил письмо с известием о рождении своего первого сына Бхакте. Получив звание младшего капрала, Лимбу привёз жену с ребёнком на Блаканг-Мати, и в ноябре 1964 года был послан вместе с батальоном в Саравак на Борнео для борьбы с индонезийскими партизанами. Он служил в 7-м взводе роты «C» под командованием лейтенанта Ранджита Раи, входил в отряд из десяти человек во главе с полным капралом и был назначен ответственным за управление огнём из пулемётов «Bren» для поддержки пехоты, выбор хороших огневых позиций, руководство всеми действиями своей команды, состоящей из двух гуркхов — Биджулипарсада Раи и Кхархабахадура Лимбу (первый отвечал за пулемёт, а второй помогал в его перезарядке и носил запасные магазины).
В ноябре 1965 года 2-й батальон был развёрнут у города Бау, на западной оконечности Саравака близ его столицы — Кучинга, располагавшегося всего в 40 милях от границы и оттого ставшего заманчивой целью для индонезийцев, планировавших вторжение или организацию восстания в соседней стране. Командир роты «C» 2-го батальона капитан Кристофер Монселл при поддержке разведчиков из 7-го взвода, других трёх стоящих в тылу взводов и нескольких 105-мм и 155-мм пушек, сосредоточил свои силы общей численностью в 150 человек в Серикине, в четырёх километрах от границы. В зоне ответственности батальона находилось 20 миль границы, притом что штаб-квартира подразделения находилась на таком же расстоянии от Индонезии. На границе индонезийцы сосредоточили ряд своих баз, откуда совершали уже ставшие привычными вылазки для убийств пограничников, совершения актов агрессии или саботажа. Перед Монселлом была поставлена цель — с помощью патрулирования, засад и предупредительных атак удержать противника от дальнейшей эскалации конфликта. Местом для проведения атаки на индонезийцев был выбран холм Гунонг-Тепои, составлявший около 500 футов (152 метра) в высоту и покрытый густой растительностью. На относительно пустынной вершине стоял вражеский гарнизон, численность которого вдвое превышала силы гуркхов.

### Бой у Бау
21 ноября 1965 года в 6 часов утра батальон вышел в путь, но по причине высокой плотности джунглей продвигался медленно, достигнув основания холма только к 13 часам дня. Единственный подход к вражеской позиции представлял собой хребет с обрывистыми краями, достаточно широкий для того, чтобы по нему могли идти в ногу трое мужчин. Бой начался, когда гуркхи начали продвигаться по хребту и были замечены с вершины холма индонезийцами, открывшими огонь по трещавшим веткам и шелестящим листьям кустарников. Монселл отдал приказ рассредоточиться и укрыться в джунглях по обеим сторонам от хребта. 7-й взвод лейтенанта Раи попал на левую сторону, где он приказал Лимбу подавить огневые точки противника, располагавшиеся в нескольких ближайших траншеях. Невзирая на неустанный огонь из автоматов и разрывавшиеся рядом гранаты, он добежал до передовой, откуда криками и сигналами оповещал своего комвзвода о точном расположении вражеских позиций.
В попытке незаметно обезвредить вражеского пулемётчика, Лимбу подполз со своей командой на расстояние в 10 ярдов (9,1 метра) к его позиции и бросил гранату, но тот в последнее мгновение успел открыть огонь и ранил Биджулипарсада и Кхархабахадура. Увидев двух своих тяжелораненых товарищей лежащими на земле, Лимбу понял, что им нужна немедленная медицинская помощь. Он не смог подползти к ним на достаточное расстояние по причине интенсивности огня со стороны двух вражеских пулемётных постов, ввиду чего решил не медлить и просто перебежать поле боя. По прибытии поддержки двое гуркхов открыли огонь из пулемётов по индонезийцам и Лимбу смог добежать до первого раненого. Вытащив его, Лимбу передохнул и через мгновение пошёл за другим. Некоторое время он был буквально прибит к земле пулемётным огнем, но после серии удачных бросков добрался до второго раненого и вынес того на спине с поля боя. Несмотря на все старания Лимбу, оказалось, что Биджулипарсад и Кхархабахадур уже были мертвы.
Вознамерившись отомстить за погибших товарищей, Лимбу схватил пулемёт и в ближнем бою перебил четырёх вражеских солдат. Все эти действия заняли двадцать минут. По некоторым оценкам, Лимбу смог увернуться от сотен или даже тысяч пуль и не получил ни одной царапины, что сам впоследствии объяснял своим маленьким ростом. В ходе последовавшей контратаки гуркхи с использованием артиллерийской поддержки заняли холм, одержав победу над индонезийцами на их же собственной территории. За час интенсивного сражения среди гуркхов погибло 3 и было ранено 2 человека, тогда как вражеские потери составили 24 солдата.

### Награждение крестом Виктории
Два месяца спустя, в начале 1966 года батальон вернулся из Саравака в Сингапур. Вскоре жена Лимбу, родившая пять месяцев назад их второго сына, пожаловалась на боли в животе и 2 февраля была принята в Британский военный госпиталь. Спустя два дня она внезапно скончалась и была похоронена на военном кладбище Улу-Пандан. Убитый горем, Лимбу решил уйти из армии и вместе с детьми уехать домой в Непал, но в батальоне, несмотря на соответствующие положения о секретности, поползли слухи о том, что его возможно чем-нибудь наградят за тот бой на Борнео. 22 апреля за действия 21 ноября прошлого года Лимбу был удостоен креста Виктории.

МИНИСТЕРСТВО ОБОРОНЫ
(ДЕПАРТАМЕНТ АРМИИ)
Уайтхолл, Лондон S.W.I.
22 апреля 1966 года.
КОРОЛЕВА любезно одобрила награждение КРЕСТОМ ВИКТОРИИ:
21148786 Младший капрал РАМБАХАДУР ЛИМБУ, 10-й собственный Принцессы Марии гуркхский стрелковый полк.
21 ноября 1965 года, когда младший капрал РАМБАХАДУР ЛИМБУ со своей ротой стоял в районе Бау в Сараваке, в пограничной области ею были обнаружены и атакованы сильные вражеские силы. Противник своим передовым взводом серьёзно укрепился на вершине холма с отвесными склонами, единственный подход к которому пролегал по хребту с острыми краями, где в ряд могли пройти только трое мужчин. Поведя свою группу поддержки в авангарде атаки, он увидел поблизости траншею, а в ней — часового с пулемётом. Будучи преисполненным решимости первым пустить вражескую кровь, он начал ползти вперед, но был замечен на расстоянии десяти ярдов от своего врага и часовой открыл огонь, в тот же момент ранив солдата справа от него. Бросившись вперед, он за секунды добрался до вражеской траншеи и убил часового, тем самым заняв первый, но крепкий плацдарм для удара атакующих сил по цели. После этого противник, приведённый в полную боевую готовность, со своих укрытых позиций открыл тяжёлый автоматический огонь по атакующим силам, сконцентрировав его в районе траншеи, где находился один лишь младший капрал РАМБАХАДУР ЛИМБУ.
Поняв невозможность выполнения своей задачи по поддержке своего взвода с данной позиции, он мужественно покинул свою траншею, где находился в сравнительной безопасности, и, с полным пренебрежением к граду сконцентрированного на нём огня, пробился на несколько ярдов вперед и привёл свою боевую группу на лучшую огневую позицию. После этого он пытался оповестить криками и сигналами командира своего взвода о расположении цели, но не смог сделать этого в оглушительном шуме взрывающихся гранат и непрерывного автоматического огня, ввиду чего снова вышел из укрытия и лично доложил ему о сложившейся ситуации, несмотря на чрезвычайную опасность попасть под огонь, исходящий не только от противника, но и от своих собственных товарищей.
Именно в момент оповещения он увидел тяжело ранеными двух солдат из своей группы. Поняв, что их единственный шанс выжить — это немедленная скорая помощь, и что их эвакуация из самой незащищённой точки, столь близкой к врагу, представляется жизненно необходимой, он сразу же предпринял первую из своих трёх в высшей степени отважных попыток спасти своих товарищей. Используя тот небольшой участок, который он смог найти, он проскочил вперед, на виду, по крайней мере, двух вражеских пулемётных постов, сконцентрировавших на нем свой огонь и которые на данном этапе битвы не могли быть полностью подавлены остальной частью его взвода. В течение трёх полных минут он продолжал продвигаться вперед и уже собирался коснуться ближайшего раненого, но был отброшен точным и интенсивным огнём, покрывшим путь его подхода. После паузы он снова начал ползти вперед, но вскоре понял, что только скорость поможет ему покрыть то расстояние, которое он не мог проползти по земле.
Бросившись вперед, он упал на землю рядом с одним из раненых и призвал на помощь двух пулемётчиков, которые прикрыли его справа, после чего он подхватил солдата и вытащил его из-под огня. Не колеблясь, он сразу же вернулся на вершину холма, намереваясь решить поставленную самому же себе задачу по спасению тех, за кого он чувствовал личную ответственность. Стало ясно, что основной огонь сосредотачивался на подходах и в непосредственной близости от оставшегося раненого, и противник прилагал все усилия для предотвращения дальнейших попыток его спасения. Однако, несмотря на это, младший капрал РАМБАХАДУР снова в открытую предпринял уже свои последние усилия. После серии коротких бросков вперед, он на несколько минут был прибит к земле интенсивным и точным автоматическим огнем, следы от которого виднелись вокруг него, и в конце концов, достиг раненого. Подняв его и будучи уже не в силах найти укрытие, он пронес его так быстро, как мог, через град вражеских пуль. На завершение этих отважных действий и событий, которые им предшествовали, ушло двадцать минут. За все это время, кроме всего лишь нескольких секунд, этот молодой военнослужащий офицерского состава передвигался в одиночку на виду у врага и под его непрерывным прицельным огнем из автоматического оружия. То, чего он смог добиться и что сделал при таких непреодолимых обстоятельствах, не получив ранений, удивительно. Его выдающаяся личная храбрость, самоотверженное поведение, полное презрение к противнику и решимость спасти жизнь солдат из своей боевой группы стали несравненным примером и вдохновением для всех тех, кто его тогда видел.
Наконец, воссоединившись со своим отрядом на левом фланге атаки, младший капрал РАМБАХАДУР поднял оставленный ранеными пулемёт и с его помощью отомстил, сначала оказав поддержку на более поздних этапах продолжительного штурма и, наконец, лично ликвидировав ещё четырёх вражеских солдат, когда они предприняли попытку бежать через границу. Эта долгая битва, в которой на протяжении всего часа обе стороны сражались лицом к лицу и с особой жестокостью, была окончательно выиграна. Известно, что, по крайней мере, двадцать четыре вражеских солдата погибли ценой трёх убитых и двух раненых со стороны атакующих сил. По масштабам и успешности это сражение выделяется как одно из самых значительных, и нет сомнений в том, что без вдохновенного поведения и примера, показанных младшим капралом РАМБАХАДУРОМ на самом существенном этапе битвы, достигнуто было бы гораздо меньше, а жертв было бы больше. Проявленный им героизм, самопожертвование и преданность долгу и своим солдатам — самого высокого порядка. Его действия в тот день достигли зенита решительной и осознанной доблести, которая должна быть расценена как одна из самых примечательных в истории и заслуживает высочайшего восхищения и наивысшей похвалы.

Оригинальный текст (англ.)
MINISTRY OF DEFENCE
(ARMY DEPARTMENT)
Whitehall, London S.W.I.
22nd April 1966.
The QUEEN has been graciously pleased to approve the award of the VICTORIA CROSS to:
21148786 Lance Corporal RAMBAHADUR LIMBU, 10th Princess Mary's Own Gurkha Rifles.
On 21st November 1965 in the Bau District of Sarawak Lance Corporal RAMBAHADUR LIMBU was with his Company when they discovered and attacked a strong enemy force located in the Border area. The enemy were strongly entrenched in Platoon strength, on top of a sheer sided hill the only approach to which was along a knife edge ridge allowing only three men to move abreast. Leading his support group in the van of the attack he could see the nearest trench and in it a sentry manning a machine gun. Determined to gain first blood he inched himself forward until, still ten yards from his enemy, he was seen and the sentry opened fire, immediately wounding a man to his right. Rushing forward he reached the enemy trench in seconds and killed the sentry, thereby gaining for the attacking force a first but firm foothold on the objective. The enemy were now fully alerted and, from their positions in depth, brought down heavy automatic fire on the attacking force, concentrating this onto the area of the trench held alone by Lance Corporal RAMBAHADUR LIMBU.
Appreciating that he could not carry out his task of supporting his platoon from this position he courageously left the comparative safety of his trench and, with a complete disregard for the hail of fire being directed at him, he got together and led his fire group to a better fire position some yards ahead. He now attempted to indicate his intentions to his Platoon Commander by shouting and hand signals but failing to do so in the deafening noise of exploding grenades and continuous automatic fire he again moved out into the open and reported personally, despite the extreme dangers of being hit by the fire not only from the enemy but by his own comrades.
It was at the moment of reporting that he saw both men of his own group seriously wounded. Knowing that their only hope of survival was immediate first aid and that evacuation from their very exposed position so close to the enemy was vital he immediately commenced the first of his three supremely gallant attempts to rescue his comrades. Using what little ground cover he could find he crawled forward, in full view of at least two enemy machine gun posts who concentrated their fire on him and which, at this stage of the battle, could not be effectively subdued by the rest of his platoon. For three full minutes he continued to move forward but when almost able to touch the nearest casualty he was driven back by the accurate and intense weight of fire covering his line of approach. After a pause he again started to crawl forward but he soon realised that only speed would give him the cover which the ground could not.
Rushing forward he hurled himself on the ground beside one of the wounded and calling for support from two light machine guns which had now come up to his right in support he picked up the man and carried him to safety out of the line of fire. Without hesitation he immediately returned to the top of the hill determined to complete his self imposed task of saving those for whom he felt personally responsible. It was now clear from the increased weight of fire being concentrated on the approaches to and in the immediate vicinity of the remaining casualty the enemy were doing all they could to prevent any further attempts at rescue. However, despite this Lance Corporal RAMBAHADUR again moved out into the open for his final effort. In a series of short forward rushes and once being pinned down for some minutes by the intense and accurate automatic fire which could be seen striking the ground all round him he eventually reached the wounded man. Picking him up and unable now to seek cover he carried him back as fast as he could through the hail of enemy bullets. It had taken twenty minutes to complete this gallant action and the events leading up to it For all but a few seconds this young Non-Commissioned Officer had been moving alone in full view of the enemy and under the continuous aimed fire of their automatic weapons. That he was able to achieve what he did against such overwhelming odds without being hit is miraculous. His outstanding personal bravery, selfless conduct, complete contempt of the enemy and determination to save the lives of the men of his fire group set an incomparable example and inspired all who saw him.

Finally rejoining his section on the left flank of the attack Lance Corporal RAMBAHADUR was able to recover the light machine gun abandoned by the wounded and with it won his revenge, initially giving support during the later stages of the prolonged assault and finally being responsible for killing four more enemy as they attempted to escape across the border. This hour long battle which had throughout been fought at point blank range and with the utmost ferocity by both sides was finally won. At least twentyfour enemy are known to have died at a cost to the attacking force of three killed and two wounded. In scale and in achievement this engagement stands out as one of the first importance and there is no doubt that, but for the inspired conduct and example set by Lance Corporal RAMBAHADUR at the most vital stage of the battle, much less would have been achieved and greater casualties caused. He displayed heroism, self sacrifice and a devotion to duty and to his men of the very highest order. His actions on this day reached a zenith of determined, premeditated valour which must count amongst the most notable on record and is deserving of the greatest admiration and the highest praise.

Вечером 22 апреля на специальном параде с участием 10-го батальона командующий Дальневосточными силами сэр Алан Джолли лично поздравил Лимбу с высокой наградой. Лимбу стал единственным кавалером креста Виктории из 10-го полка и единственным гуркхой, награждённым со времён Второй мировой войны. Также он оказался 13-м гуркхой, награждённым крестом Виктории, единственным обладателем данной награды за весь период индонезийско-малайзийской конфронтации, а также самым молодым живущим кавалером, в связи с чем был занесён в Книгу рекордов Гиннесса.
20 мая того же года лейтенант Раи и капитан Монселл были награждены Военными крестами. 31 мая вместе с шестью своими товарищами по батальону, в том числе Раи, Лимбу вылетел в Лондон, где остановился в семье капитана Монселла. Он заехал в Шотландию, где побывал в Эдинбургском замке, а также посетил съезд «Ассоциации Креста Виктории и Креста Георга». 12 июля Лимбу получил крест Виктории из рук королевы Великобритании Елизаветы II на церемонии в Букингемском дворце, куда пришёл вместе со своим 5-летним сыном Бхактабахадуром. После инвеституры Лимбу остановился на фондовой бирже, где его узнали и удостоили многократной овации, прекратив торги. После награждения, среди товарищей он стал известен как «VC Сахеб».

### Продолжение службы
В 1967 году во время поездки на поезде из Индии в Непал у Лимбу украли все личные вещи, в том числе и крест Виктории, но впоследствии ему была выдана официальная реплика награды. В том же году он женился на Пунимайе Лимбини, с которой у него родилось трое сыновей. Двое из них впоследствии тоже сделали военную карьеру в рядах гуркхов.
10 февраля 1977 года Лимбу был повышен в звании до лейтенанта, а 5 декабря 1981 года — до капитана. Через два года он стал членом отряда королевских гуркхов-ординарцев, в чьи обязанности входило проведение церемоний инвеститур в Букингемском дворце. 20 марта 1984 года он был награждён Королевским Викторианским орденом степени члена 5-го класса как королевский ординарец.
25 марта 1985 года в возрасте 45 лет Лимбу вышел в отставку после 28-летней военной службы. 1 июня он получил звание почётного капитана запаса. В том же году художник Джон Нортон написал портрет Лимбу в интерьерах Букингемского дворца, который ныне хранится в коллекции Национального армейского музея в Лондоне.

### Последующая жизнь
После выхода на пенсию Лимбу осел в Пунимайе, в Непале. Он увлекается футболом, волейболом, бадминтоном, баскетболом. Лимбу постоянно участвует во встречах кавалеров крестов Виктории и Георга. Также он является членом «Ассоциации Креста Виктории и Креста Георга» и «Королевского общества Святого Георгия». С 1996 года Лимбу состоит в исполнительном совете Мемориального музея гуркхов в Покхаре.
В 2003 году Лимбу присутствовал на открытии «Мемориала креста Виктории и креста Георга» в Вестминстерском аббатстве, а в 2012 году в числе других кавалеров креста Виктории посетил музей Королевской артиллерии «Огневая мощь», где они впервые увидели захваченные в Севастополе во время Крымской войны орудия, из которых изготавливались их награды. В 2014 году Лимбу приехал в Лондон, где принял участие в общественных слушаниях в парламенте по поводу повышения довольства гуркхов-солдат Британской армии, в том числе во вопросам выплаты пенсий, оплаты труда, а также прав на перевозку своих семей в Великобританию. Также он посетил штаб-квартиру Бригад гуркхов и Музей гуркхов, а в Уинчестере дал начало местному бизнесу в сфере охраны из бывших солдат-гуркхов. Лимбу побывал в Солсбери — в офисе фонда «The Gurkha Welfare Trust», открывшего и назвавшего в его честь один из домов для гуркхов-ветеранов в Дхаране. В 2015 году он был награждён медалью службы Малайзии от короля Малайзии. В 2018 году в числе 24 кавалеров крестов Виктории и Георга Лимбу был принят королевой Елизаветой II в Букингемском дворце.
В дальнейшем Лимбу жил с женой в доме в Дамаке. Активно занимался общественной деятельностью, оказав существенную помощь в строительстве школы, храма и библиотеки. Являлся единственным из гуркхов и одним из девяти живущих кавалеров креста Виктории.
Рамбахадур Лимбу скончался 22 апреля 2023 года в больнице в Лалитпуре, куда был госпитализирован из-за проблем с почками и сердцем.

## Награды
Крест Виктории, Королевский Викторианский орден степени члена, медаль общей службы с пряжкой «МАЛАЙЯ», медаль общей службы с пряжками «БОРНЕО» и «МАЛАЙСКИЙ ПОЛУОСТРОВ», медаль Серебряного юбилея королевы Елизаветы II, медаль Золотого юбилея королевы Елизаветы II, медаль Бриллиантового юбилея королевы Елизаветы II, медаль «За долгую службу и хорошую выслугу», медаль «За службу в резервных частях гуркхов» (Бруней), медаль службы Малайзии (Малайзия).